# Morpho helenor
Espèce
Morpho helenor est une espèce d'insectes lépidoptères (papillons) qui appartient à la famille des nymphalidés, sous-famille des Morphinae, à la tribu des Morphini et au genre Morpho.

## Dénomination
L'espèce Morpho helenor a été décrite par l'entomologiste hollandais Pieter Cramer en 1776 sous le nom initial de Papilio helenor.

### Nom vernaculaire
Morpho helenor se nomme Helenor Morpho ou Common Blue Morpho en anglais.

## Taxinomie
Le nom complet est Morpho (Morpho) helenor
Liste des sous-espèces
- Morpho helenor helenor ; présent au Venezuela, au Brésil, au Surinam et en Guyane.
- Morpho helenor achillaena (Hübner, [1823]) ; présent au Brésil.
- Morpho helenor achillides C. & R. Felder, 1867 ; présent en Argentine, au Paraguay et au Brésil.
- Morpho helenor anakreon Fruhstorfer, 1910 ; présent au Brésil.
- Morpho helenor charapensis Le Moult & Réal, 1962 ; présent dans le nord du Pérou.
- Morpho helenor coelestis Butler, 1866 ; présent en Bolivie.
- Morpho helenor cortone Fruhstorfer, 1913 ; présent en Colombie.
- Morpho helenor corydon Guenée, 1859 ; présent au Venezuela.
- Morpho helenor guerrerensis Le Moult & Réal, 1962 ; présent au Mexique.
- Morpho helenor insularis Fruhstorfer, 1912 ; présent à Trinité-et-Tobago.
- Morpho helenor leontius C. & R. Felder, 1867 ; présent en Colombie.
- Morpho helenor macrophthalmus Fruhstorfer, 1913 ; présent en Colombie.
- Morpho helenor maculata Röber, 1903 ; présent  en Équateur.
- Morpho helenor marajoensis Le Moult & Réal, 1962 ; présent au Brésil.
- Morpho helenor marinita Butler, 1872 ; présent à Panama et au Costa Rica.
- Morpho helenor montezuma Guenée, 1859 ; présent au Mexique, au Honduras et au Guatemala.
- Morpho helenor narcissus Staudinger, 1887 ; présent à Panama, au Nicaragua et au Costa Rica.
- Morpho helenor octavia Bates, 1864 ; présent au Mexique, au Salvador et au Guatemala.
- Morpho helenor papirius Hopffer, 1874 ; présent au Pérou.
- Morpho helenor peleides Kollar, 1850 ; présent à Panama et en Colombie.
- Morpho helenor peleus Röber, 1903 ; présent au Venezuela.
- Morpho helenor pindarus Fruhstorfer, 1910 ; présent en Bolivie et au Brésil.
- Morpho helenor popilius Hopffer, 1874 ; présent en Colombie.
- Morpho helenor rugitaeniatus Fruhstorfer, 1907 ; présent en Colombie et en Équateur.
- Morpho helenor telamon Röber, 1903 ; présent en Colombie.
- Morpho helenor theodorus Fruhstorfer, 1907 ; présent en Équateur, en Bolivie, au Pérou et au Brésil.
- Morpho helenor tucupita Le Moult, 1925 ; présent au Venezuela.
- Morpho helenor ululina Le Moult & Réal, 1962 ; présent au Venezuela.
- Morpho helenor violaceus Fruhstorfer, 1912 ; présent au Brésil.
- Morpho helenor zonaras Fruhstorfer, 1912; présent à Panama[1].

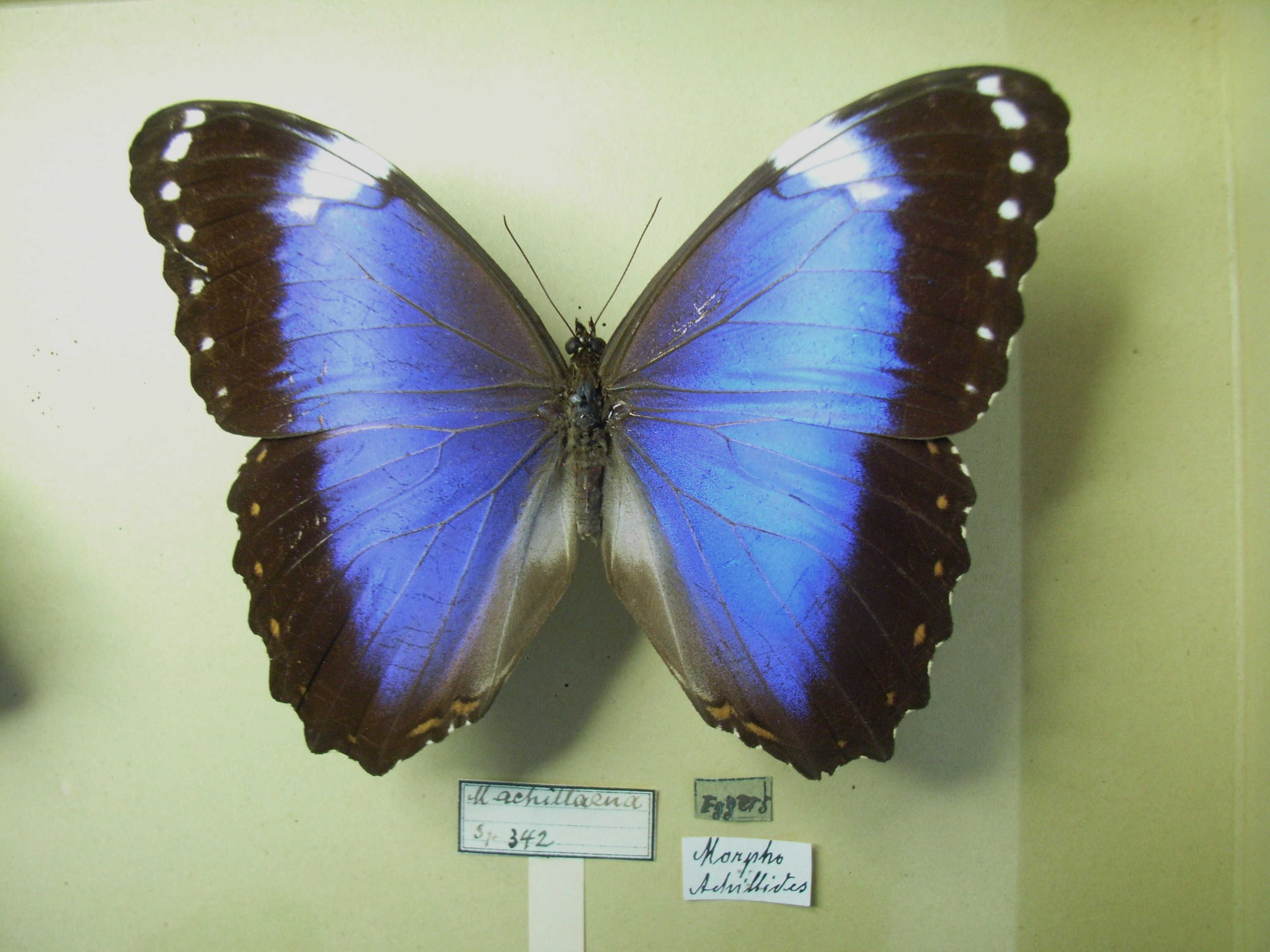
Morpho helenor achilleana
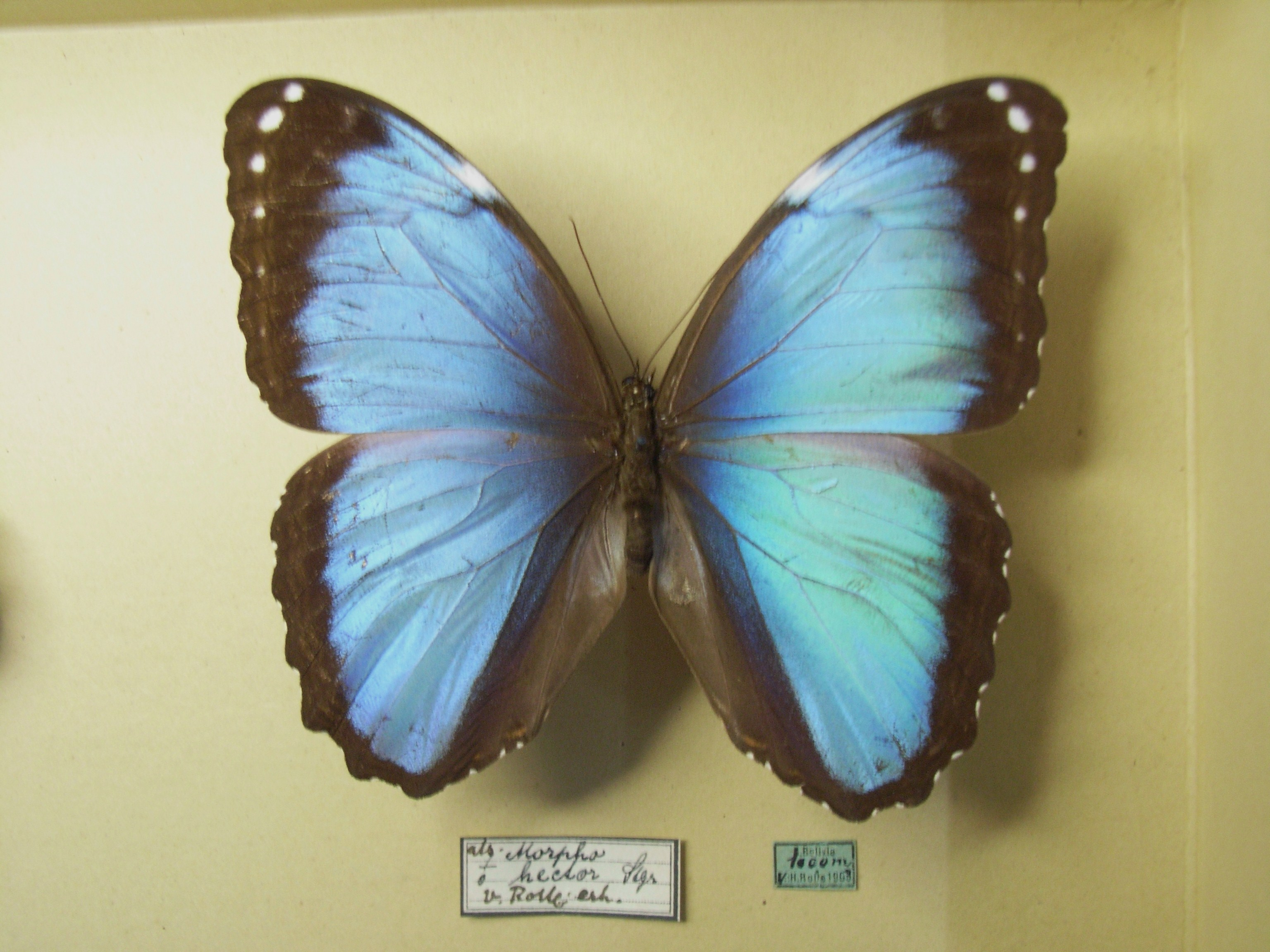
Morpho helenor hector
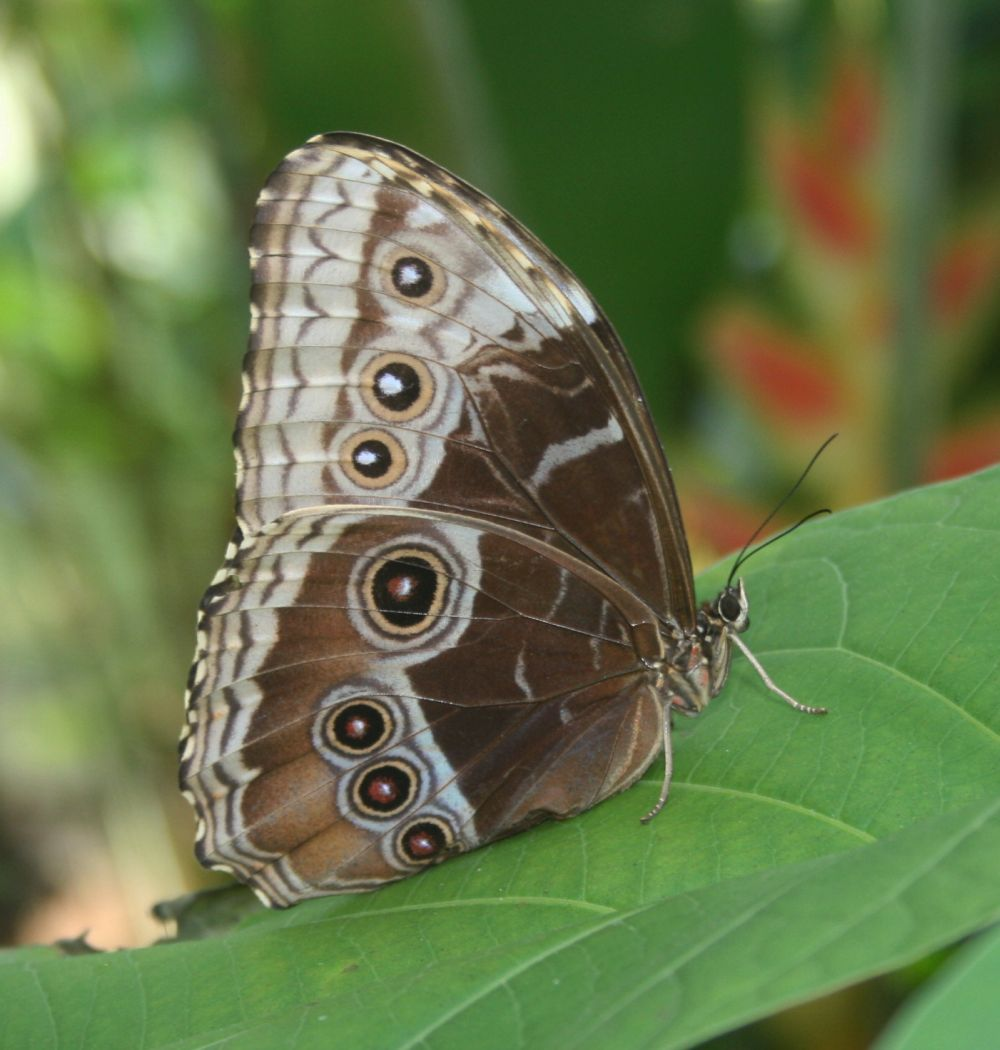
Morpho helenor marinita
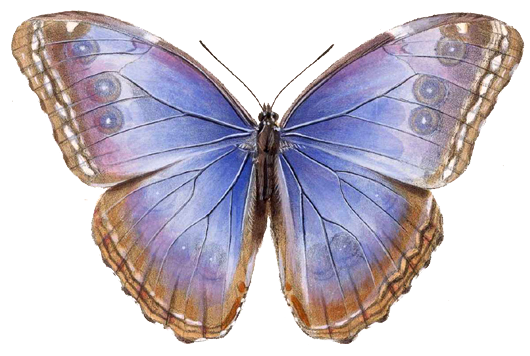
Morpho helenor octavia
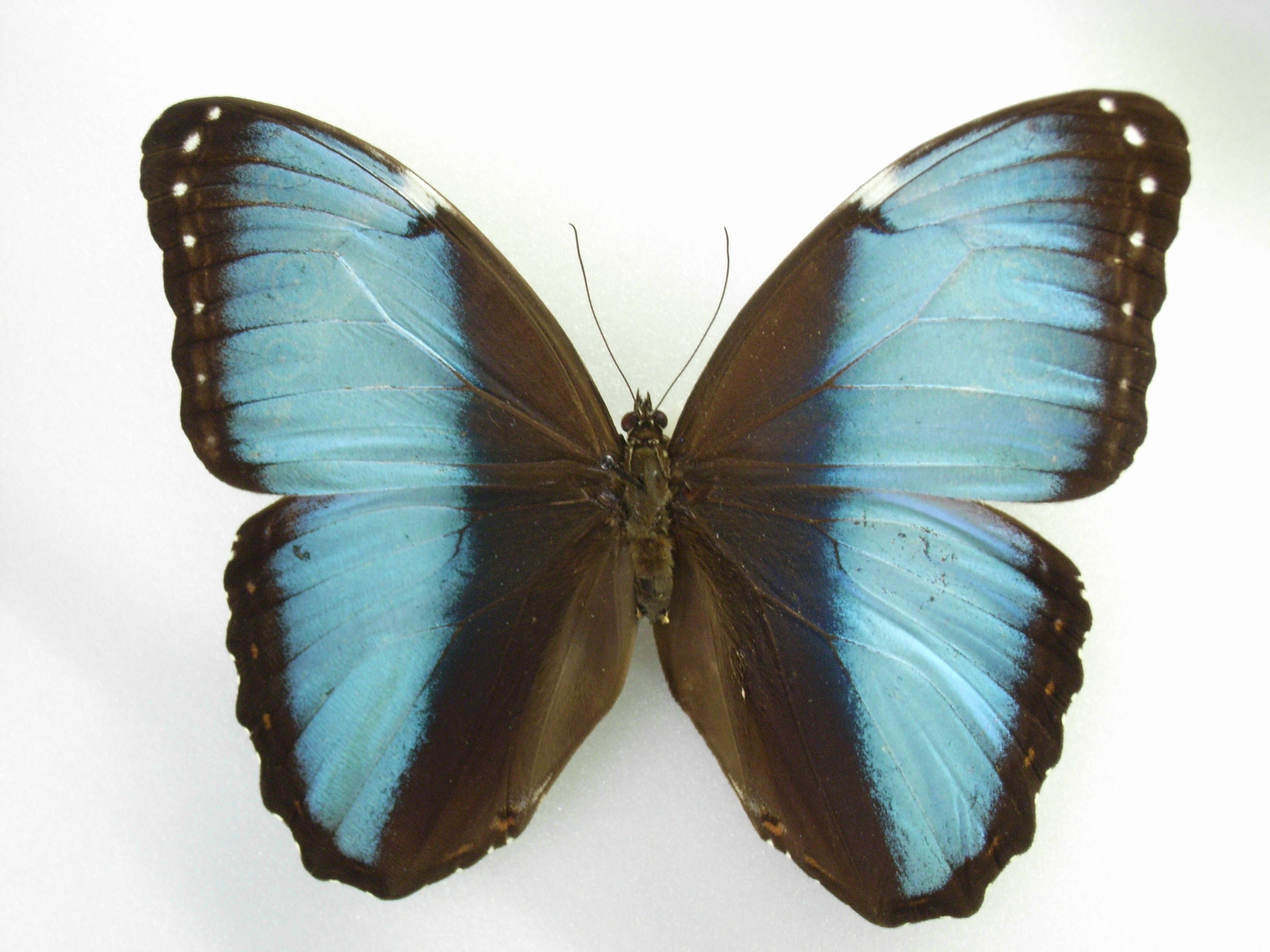
Morpho helenor papirius
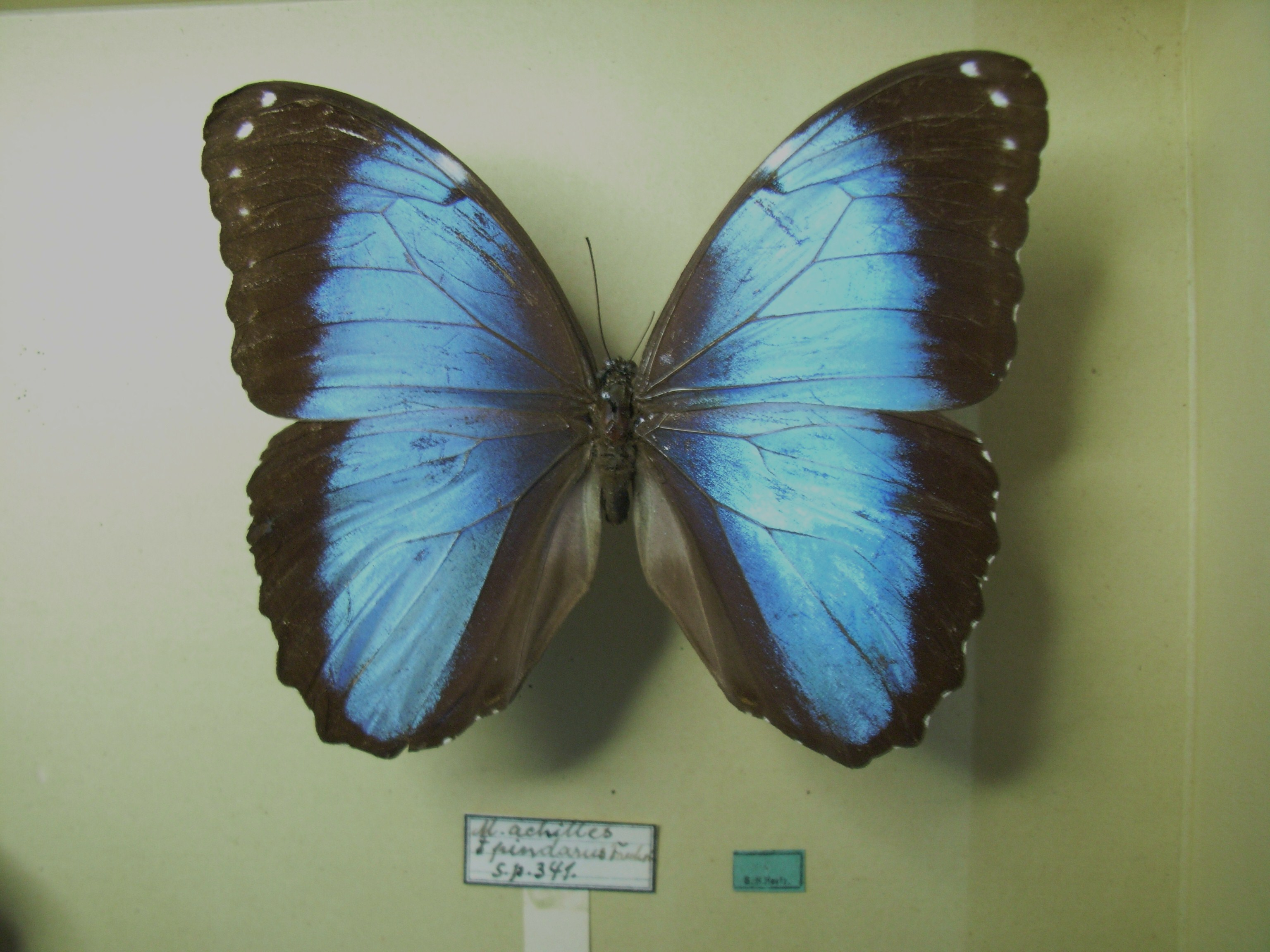
Morpho helenor pindarus

## Description
Morpho helenor est un grand papillon au corps gris à noir, d'une envergure allant 95 mm à 120 mm, au dessus des ailes noir gris ou marron foncé barré d'une bande bleue allant du bord costal des ailes antérieures au bord interne puis du milieu du bord costal des ailes postérieures à l'angle anal et pouvant couvrir la majorité de l'aile ,.
Le revers est marron à noir avec une ligne marginale blanche; une autre ligne blanche sépare les ailes en deux parties et elle est bordée d'une ligne d'ocelles noirs pupillés de blanc et cernés de jaune.

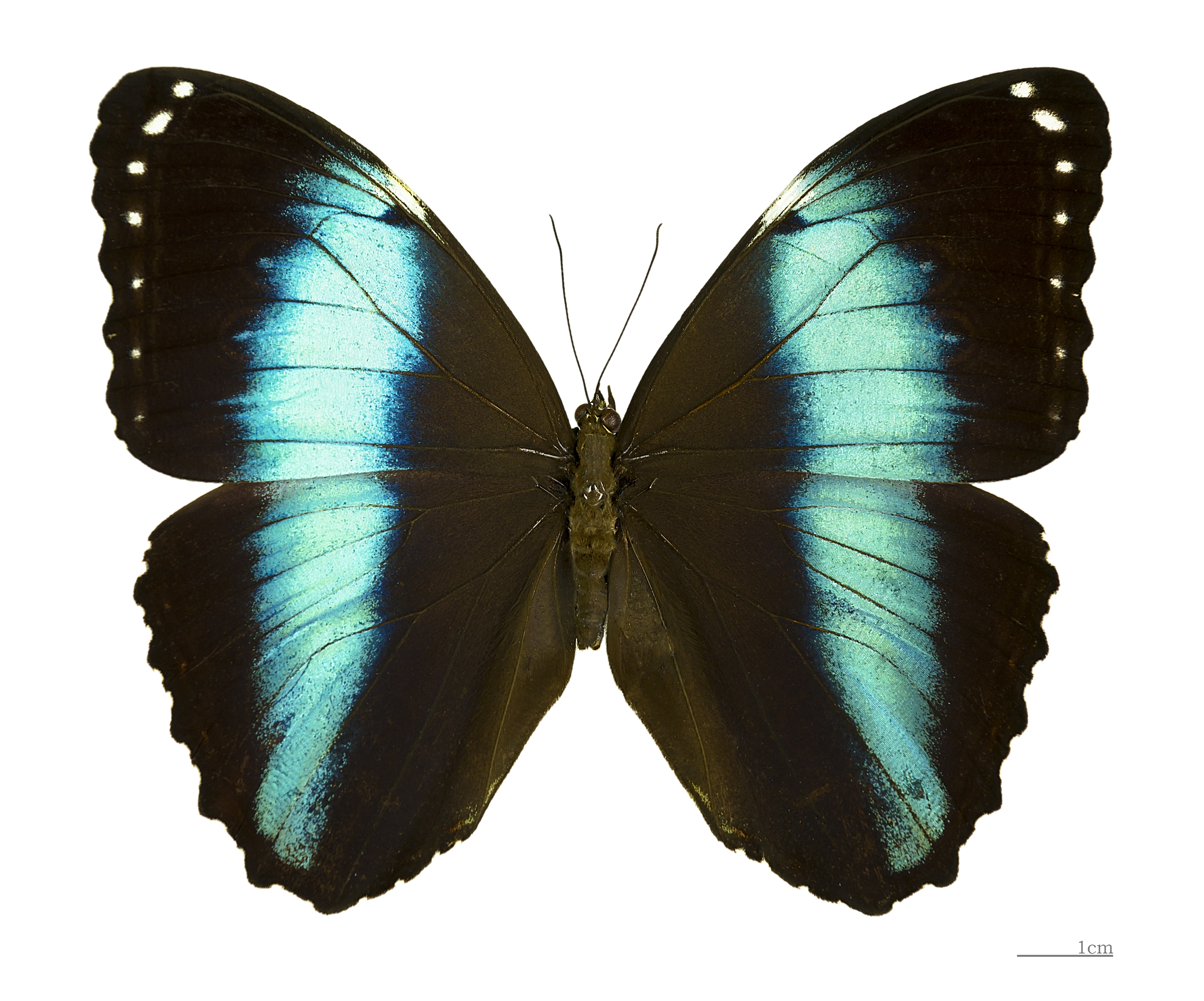
Morpho helenor helenor ♂ - MHNT
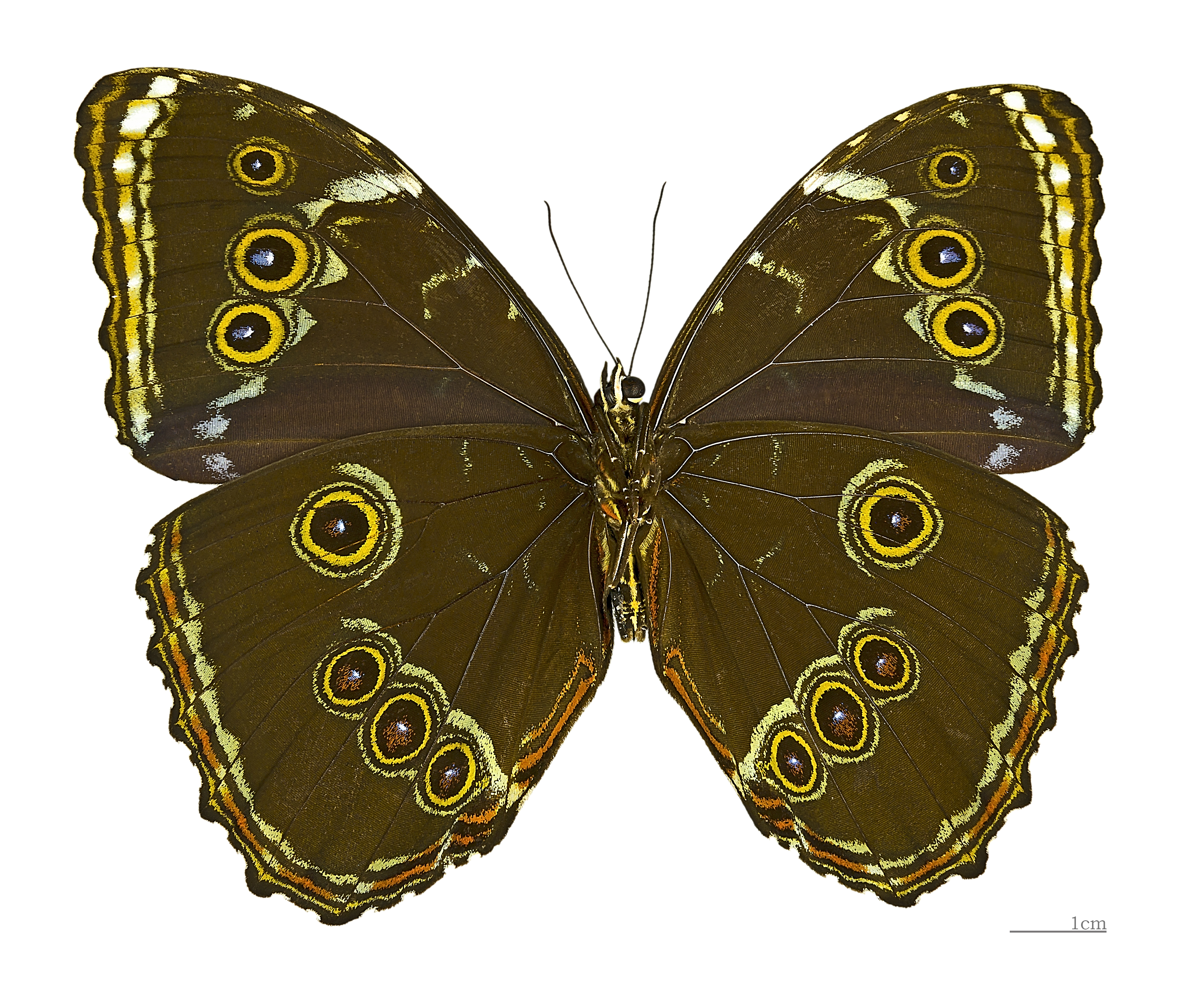
Morpho helenor helenor △ ♂ - MHNT
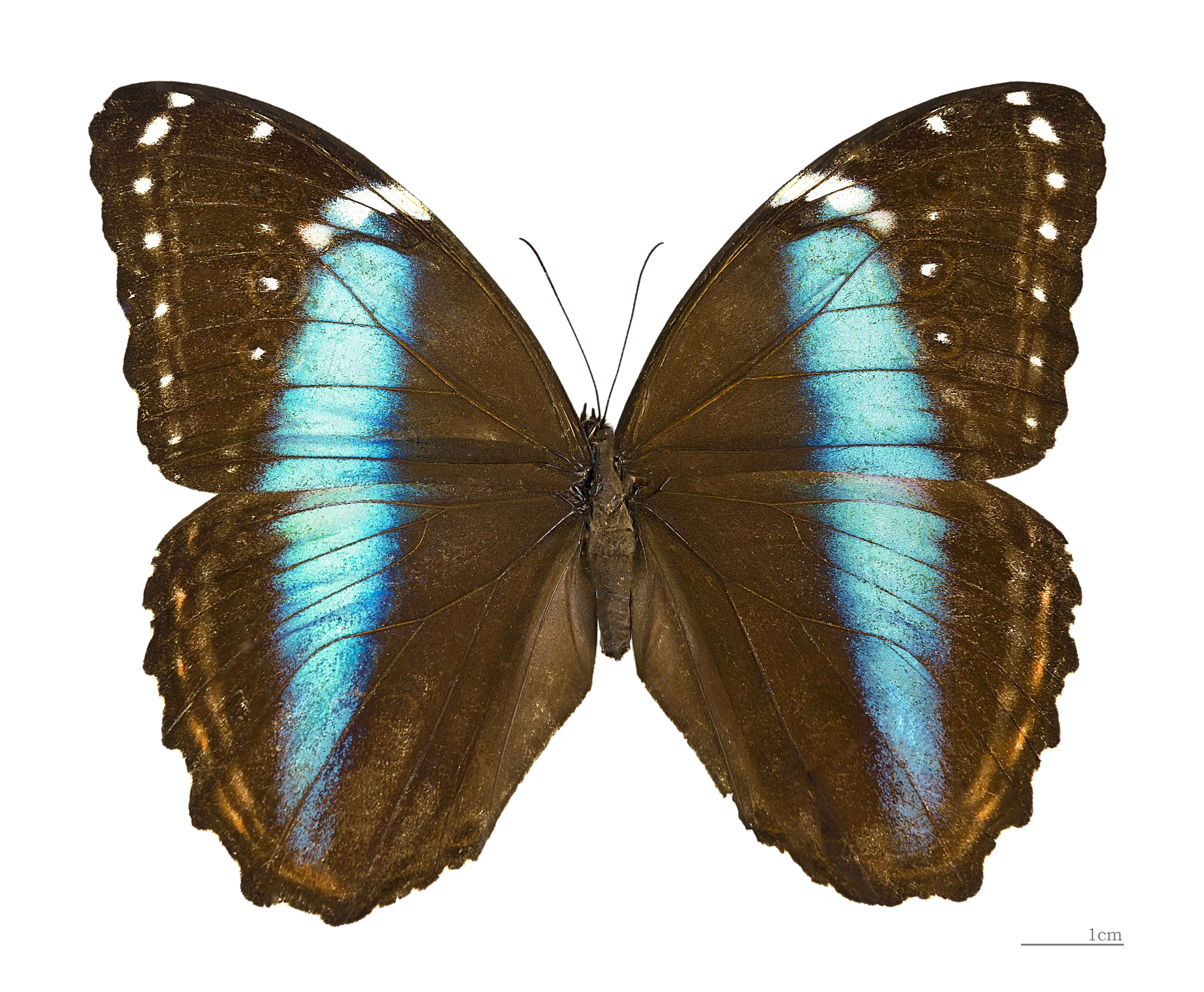
Morpho helenor helenor ♀ - MHNT
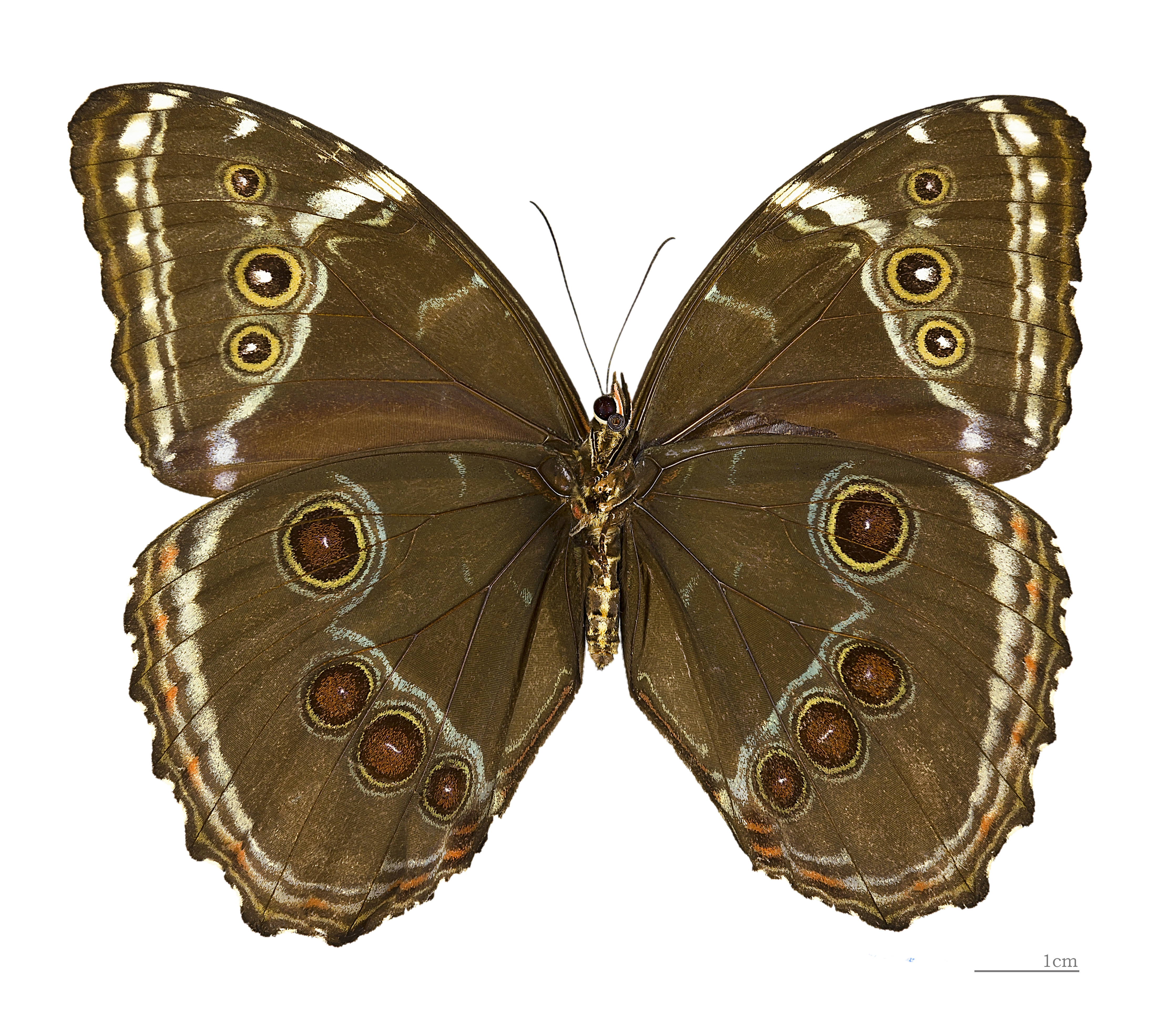
Morpho helenor helenor △ ♀ - MHNT

## Biologie

### Plantes hôtes
Les plantes hôtes de sa chenille sont diverses Fabaceae.

## Écologie et distribution
Morpho helenor est présent au Mexique, au Honduras, au Guatemala, au Nicaragua, au Costa Rica, au Salvador, à Panama, au Surinam, en Guyane, au Venezuela,  à Trinité-et-Tobago, en Colombie, en Équateur, en Bolivie, au Pérou, en Argentine, au Paraguay et au Brésil,.

### Biotope
Morpho helenor réside dans tous les types de forêts, et jusqu'à une altitude de 1 800 m.

### Protection
Pas de statut de protection particulier.